# Giovanni Giocondo
Fra Giovanni Giocondo (auch Giovanni da Verona; * 1433 in Verona; † 1515 in Rom) war ein italienischer Dominikaner, Humanist, Altertumsforscher und Architekt und Architekturtheoretiker der Frührenaissance.

## Leben
Fra Giocondo scheint die erste Hälfte seines Lebens hauptsächlich den humanistischen Studien gewidmet zu haben, die er mit dem Studium der antiken Architektur verband. In dieser Zeit unterrichtete er Julius Caesar Scaliger auf dessen väterlichem Landsitz Lodrone (zwischen Brescia und Trient) in der griechischen und lateinischen Sprache. Obwohl er Mitglied eines Ordens war, verbrachte er die meiste Zeit seines Lebens außerhalb des Klosters. In Rom und anderen Städten Italiens sammelte Fra Giocondo mehr als 2000 Inschriften, die er Lorenzo de’ Medici widmete; eine Abschrift befindet sich in der Biblioteca Magliabecchiana zu Florenz. Während seines Aufenthalts in Frankreich fand er ein Manuskript von Cäsars Gallischem Krieg, das mit seinem Kommentar versehen bei Aldus in Venedig gedruckt wurde. Seine durch 140 Holzschnitte illustrierte Vitruv-Ausgabe erschien 1511 ebenfalls in Venedig. Durch ihre umfangreiche Bebilderung prägte sie fast alle nachfolgenden Vitruveditionen und war damit epochemachend für die Geschichte der Renaissancearchitektur. Andere Autoren ließ er zum ersten Mal drucken, so auch Columellas Schrift De re rustica.
Fra Giocondo diente der Republik Venedig, dem Kirchenstaat und drei Königen als Architekt und Ingenieur: König Ferrante von Neapel, Karl VIII. und Ludwig XII. von Frankreich. In Venedig arbeitete er als Wasserbauingenieur, als Architekt von Verteidigungsanlagen der Stadt und der Terraferma und er war beteiligt am Ausbau des Hafens, der durch die Sedimente der Brenta zu versanden drohte. Er entwarf eine neue Rialtobrücke und eine völlige Neugestaltung des Rialtoviertels in Form eines römischen Forums, es blieb jedoch bei den Plänen. 1509 hatte er Treviso und andere Städte der Terraferma gegen den Kaiser Maximilian zu befestigen. Im historischen Stadtkern von Padua steht noch heute ein Mauerring, der im sechzehnten Jahrhundert von ihm errichtet wurde. 1512 baute er einen Hauptpfeiler der Etschbrücke in Verona von neuem wieder auf. Fra Giocondo war einer der vielen Architekten am Neubau von St. Peter in Rom, wo er mit Raffael und Giuliano da Sangallo zusammenarbeitete.
Sein Ruf als Architekt war bereits begründet, als ihn Ludwig XII. 1499 zum Bau der Brücke Nôtre Dame nach Paris kommen ließ. Der Pont Notre-Dame (1500–1512) war die erste Straßenanlage Europas, die nach einem einheitlichen Plan mit zwei Reihen von je 34 Häusern errichtet wurde. Diese symmetrischen Anordnung der Häuser diente als Vorbild für alle späteren Platzanlagen in Paris (Place Royale, Place Dauphine). Vincenzo Scamozzi lobt die Brücke, die als erste nach den Prinzipien der antiken Baukunst in der Renaissance errichtet wurde. In seiner Vaterstadt erbaute er den Palazzo del Consiglio.
Fra Giovanni Giocondo ist nicht identisch mit dem Architekten und Bildhauer Fra Giovanni da Verona (ca. 1457–1525).
Sein Traktat De architectura libri decem, das er 1511 herausgab, trug durch einen zuverlässigen Text und 140 Holzschnitte zum Verständnis Vitruvs "De architectura libri decem" bei. Es war die erste illustrierte Version von Vitruvs architekturtheoretischer Abhandlung. Fra Giocondos Ausgabe bietet im Anhang einen alphabetischen Index. Die Abhandlung ist Papst Julius II gewidmet, in der er aber nicht nur auf die philologischen Kriterien seiner Edition verweist, sondern auch auf die Vorrede von Vitruvs erstem Buch. Darin stellt Giocondo eine Parallele zwischen Julius II mit Augustus als Bauherrn her. 
Fra Giocondos Ausgabe war sehr kostspielig, öffnete aber den Weg für kleinere und erschwinglichere Ausgaben, die im Abstand weniger Jahre folgten. Des Weiteren wurden die illustrierten Textstellen für die Großzahl der späteren Vitruv-Ausgaben bestimmend.
| Personendaten    | Personendaten             |
| ---------------- | ------------------------- |
| NAME             | Giocondo, Giovanni        |
| ALTERNATIVNAMEN  | Giovanni da Verona        |
| KURZBESCHREIBUNG | italienischer Dominikaner |
| GEBURTSDATUM     | 1433                      |
| GEBURTSORT       | Verona                    |
| STERBEDATUM      | 1515                      |
| STERBEORT        | Rom                       |